# روکیتنیتسه (ناحیه زلین)
روکیتنیتسه (به چکی: Rokytnice) یک منطقهٔ مسکونی در جمهوری چک است که در ناحیه زلین واقع شده‌است. روکیتنیتسه ۹٫۹۵ کیلومتر مربع مساحت و ۵۹۹ نفر جمعیت دارد و ۳۵۸ متر بالاتر از سطح دریا واقع شده‌است.